# Yablochkov (cràter)
Yablochkov és un cràter d'impacte lunar força destruït, que es troba a l'hemisferi nord de la cara oculta de la Lluna. Es troba gairebé al sud de la gran plana emmurallada anomenada Schwarzschild.
Tant la vora com l'interior d'aquest cràter han estat fortament danyats per impactes posteriors, deixant una formació que és poc més que una depressió accidentada a la superfície. El més notable dels impactes sobrevinguts és el Yablochkov U a la vora nord-oest. Els impactes més petits es troben a la vora nord i sud. Hi ha una depressió similar al cràter al llarg de la paret interior sud-est i el sòl està marcat per diversos petits cràters.

## Cràters satèl·lit
Per convenció, aquestes característiques s'identifiquen en mapes lunars situant la carta al costat del punt mig del cràter que es troba més a prop de Yablochkov.
| Yablochkov | Latitud | Longitud | Diàmetre |
| ---------- | ------- | -------- | -------- |
| U          | 61,9° N | 120,8° E | 30 km    |